# 리틀 인디언
《리틀 인디언》(영어: The Indian in the Cupboard)은 미국에서 제작된 프랭크 오즈 감독의 1995년 가족 판타지 영화이다. 핼 스카디노 등이 출연하였고, 캐슬린 케네디 등이 제작에 참여하였다.

## 출연진
- 핼 스카디노
- 라이트풋
- 데이비드 키스
- 린지 크라우스
- 리처드 젱킨스
- 스티브 쿠건
- 사키나 재프리
- 빈센트 카사이저
- 네스터 서라노

## 기타 제작진
- 협력 제작: 아트 리폴라, 미셸 라이트
- 배역: 마저리 심킨
- 미술: 레슬리 맥도널드
- 의상: 데버라 L. 스콧